# Big Beat Sextet
Big Beat Sextet – polski zespół rock and rollowy. Pierwszy warszawski zespół spod znaku tzw. mocnego uderzenia.

## Historia
Big Beat Sextet zorganizował się latem 1962 roku przy klubie Stodoła w Warszawie. Początkowo zespół robił próby w mieszkaniach jego członków, jako wzmacniaczy używając odbiorników radiowych. Jego założycielami byli dwaj uczniowie warszawskiego LO – Bohdan Kendelewicz (gitara solowa) i Krzysztof Bańkowski (gitara rytmiczna), który spotkał Mariusza Mroczkowskiego (pianino, śpiew) – muzyk ten skompletował resztę składu grupy i został jej liderem oraz kierownikiem muzycznym. Ponadto w skład Big Beat Sextetu wchodzili: Adam Chyła (saksofon tenorowy), Krzysztof Zagrodzki (gitara basowa) i Mariusz Bednarski (perkusja). Zespół grywał w baraku przy ul. Trębackiej na zmianę z zespołem jazzowym Janusza Zabieglińskiego oraz w stołecznych klubach (także wojskowych – na przykład w Bellonie) i kawiarniach. Zachęcony przez Niebiesko-Czarnych zaczął popularyzować twista i madisona. W repertuarze grupy przeważały instrumentalne utwory, m.in. The Shadows (The Man of Mystery), Johnny’ego and the Hurricanes (Molly-O), gitarzysty Berta Weedona (Ginchy), saksofonisty Billa Justisa (Raunchy), a także śpiewane przez Mroczkowskiego przebojowe twisty Chubby’ego Checkera (Twist-A-Long, czy Lose Your Inhibitions Twist, z wyświetlanego wówczas w Polsce filmu Zabawa na 102) i standardy jazzowe w rodzaju Lullaby of the Leaves, przerobione na twista, bądź madisona. Kilka z nich ukazało się w grudniu 1962 roku na dwóch płytach czwórkach zespołu: Tańczymy madisona i Tańczymy twista oraz na pocztówce dźwiękowej. Wiosną 1963 Big Beat Sextet zarejestrował kilka utworów w Polskim Radio, w tym piosenki autorstwa Mroczkowskiego (Ballada o szczęściu do słów Krzysztofa Dzikowskiego, Rozmowa cieni). Działalność zespołu nie trwała długo, ponieważ pianista został powołany do wojska, zaś Zagrodzki wyemigrował do Norwegii (przed odejściem Mroczkowskiego zastąpił go Zbigniew Antoszewski – w tym okresie z grupą współpracował także, grający na electro basie barytonista Wiesław Czerwiński). We wrześniu 1963 roku zespół, już jako kwartet z wokalistą Januszem Godlewskim dał swoje ostatnie koncerty na obozie studenckim w Mielnie, a w październiku przeistoczył się w Tajfuny, pod nową nazwą zyskując o wiele większą popularność. Po rozpadzie tego zespołu muzycy wywodzący się z Big Beat Sextetu pojawili się w składach kolejnych formacji: Kendelewicz (m.in. Bizony, Wiatraki, En Face), Bańkowski (Bizony), Mroczkowski (Grupa Bluesowa "Stodoła", zesp. Stana Borysa, Bemibek, Bemibem), zaś Antoszewski założył wiosną 1967 roku własną studyjną grupę instrumentalną, a na początku 1970 r. kolejny zespół instrumentalny na potrzeby Radiowej Giełdy Piosenki i Telewizyjnej Giełdy Piosenki. W lipcu 2014 roku, nakładem Polskich Nagrań ukazała się płyta kompaktowa z nagraniami Big Beat Sextetu, dzielona z zespołem Luxemburg Combo.  

## Dyskografia

### Czwórki
- 1962: Tańczymy madisona (EP, Muza N-0231)
- 1962: Tańczymy twista (EP, Pronit N-0232)

### Pocztówki dźwiękowe
- 1962: Twist-A-Long (instr.; z rep. Ch. Checkera[2]) (PD, Muza KP-61)

### Kompilacje
- 1991: Złote lata polskiego beatu 1962 (LP, Muza SX-3004)[5]
- 1991: Złote lata polskiego beatu 1963 (LP, Muza SX-3005)[3]
- 2009: Warszawski Rock and Roll lat 60. (CD, Muza PNCD 1262; LP Muza SX-4009)[6]
- 2014: Luxemburg Combo, Big Beat Sextet (seria "Gwiazdy polskiego big beatu") (CD, Muza PNCD 1471)[2]

### Nagrania radiowe
- 1963: Ballada o szczęściu (voc. M. Mroczkowski), Rozmowa cieni (voc. M. Mroczkowski), Kosmos (instr.)